# Вангай Дорджі
Вангай Дорджі (нар. 9 січня 1974, Тхімпху) — бутанський футболіст, що грав на позиції нападника.
Виступав, зокрема, національну збірну Бутану.

## Клубна кар'єра
У дорослому футболі дебютував 2001 року виступами за команду клубу «Самце», в якій провів один сезон.
Своєю грою за цю команду привернув увагу представників тренерського штабу клубу «Ранджунг Юнайтед», до складу якого приєднався 2003 року. Відіграв за наступний сезон своєї ігрової кар'єри.
Протягом 2005 року захищав кольори команди клубу «Друк Пол».
У 2006 році уклав контракт з клубом «Транспорт Юнайтед», у складі якого провів наступний рік своєї кар'єри гравця.
Завершив професійну ігрову кар'єру у 2008 році у клубі «Друк Пол», у складі якого вже виступав раніше.

## Виступи за збірну
У 2002 році дебютував в офіційних матчах у складі національної збірної Бутану. Протягом кар'єри у національній команді, яка тривала 7 років, провів у формі головної команди країни 20 матчів, забивши 5 голів.
Широку відомість отримав 2002 року, забивши хет-трик у ворота збірної Монтсеррату. Ця гра між найслабкішими збірними світового футболу була проведена у той же день, що й фінал чемпіонату світу 2002, та стала темою документального фільму «Інший фінал».